# BMW serii 8 (1989)
BMW serii 8 – samochód osobowy typu sportowe coupe klasy wyższej produkowany przez niemiecki koncern BMW w latach 1989 – 1999. Samochód nosił kod fabryczny E31. Łącznie powstało 31 062 egzemplarzy. Nazwa powróciła do użytku w 2018 roku dla nowego modelu klasy wyższej.

## Historia modelu

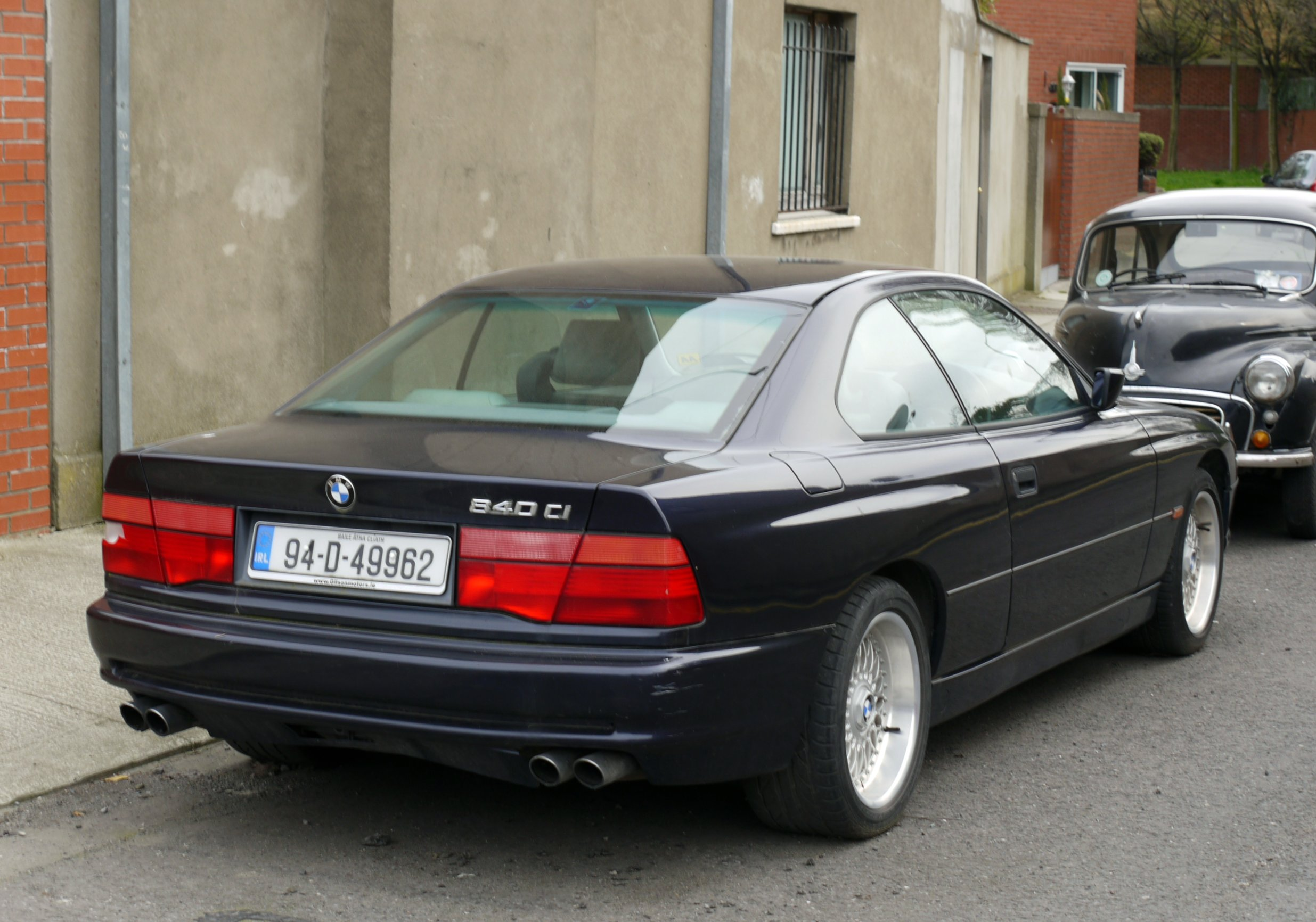
BMW serii 8 – model 840Ci – tył

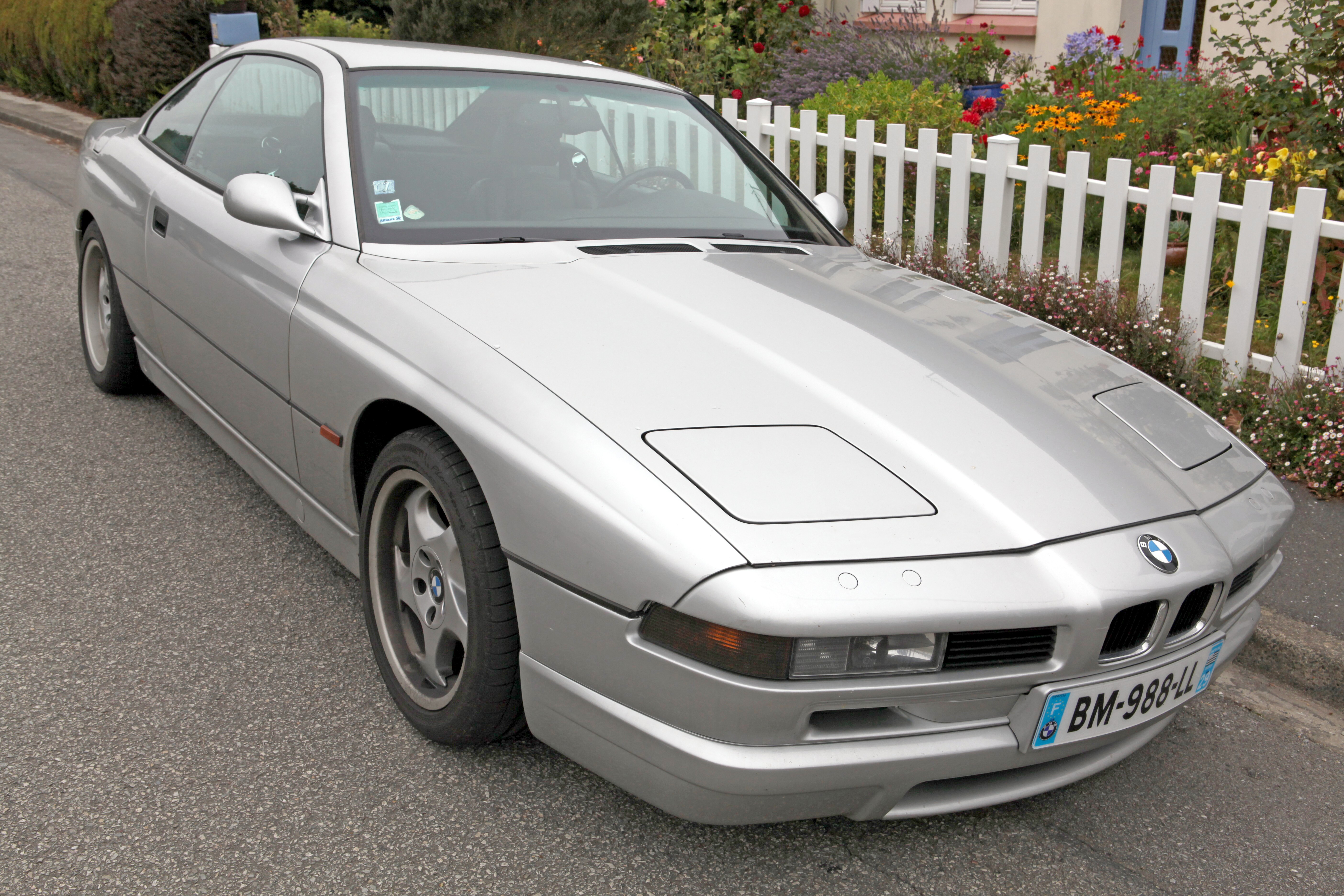
BMW 850 CSi – limitowana do 1510 sztuk

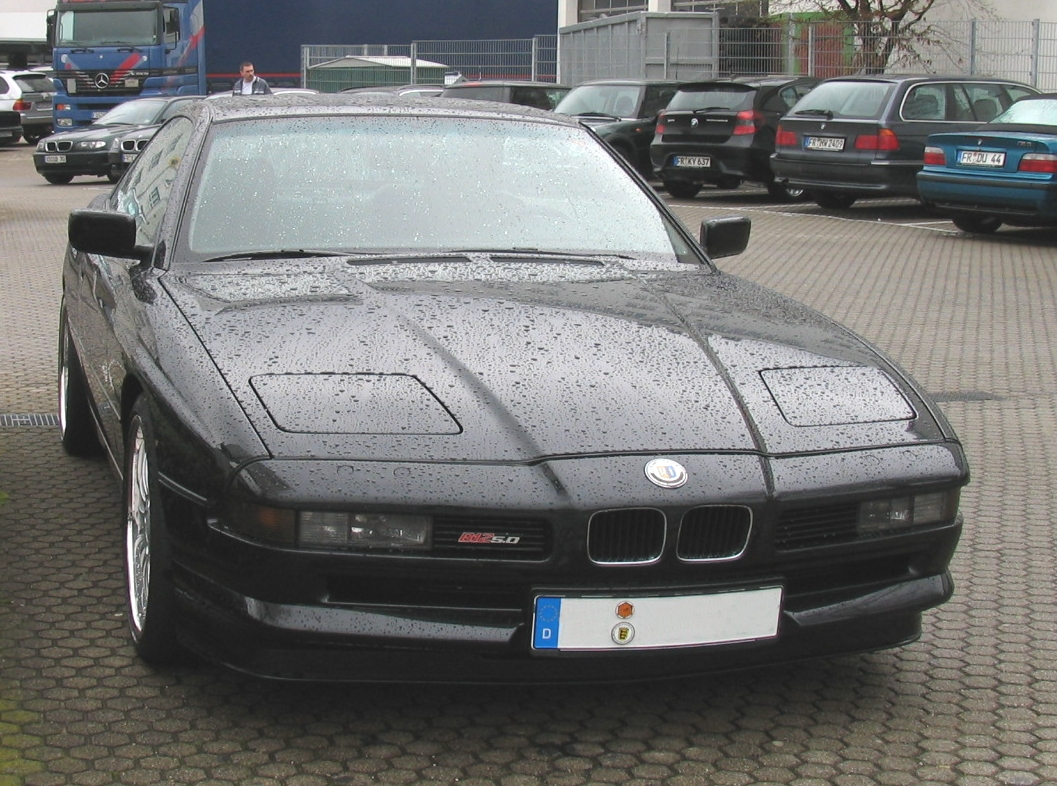
Alpina B12 5.0 – limitowana wersja Alpiny

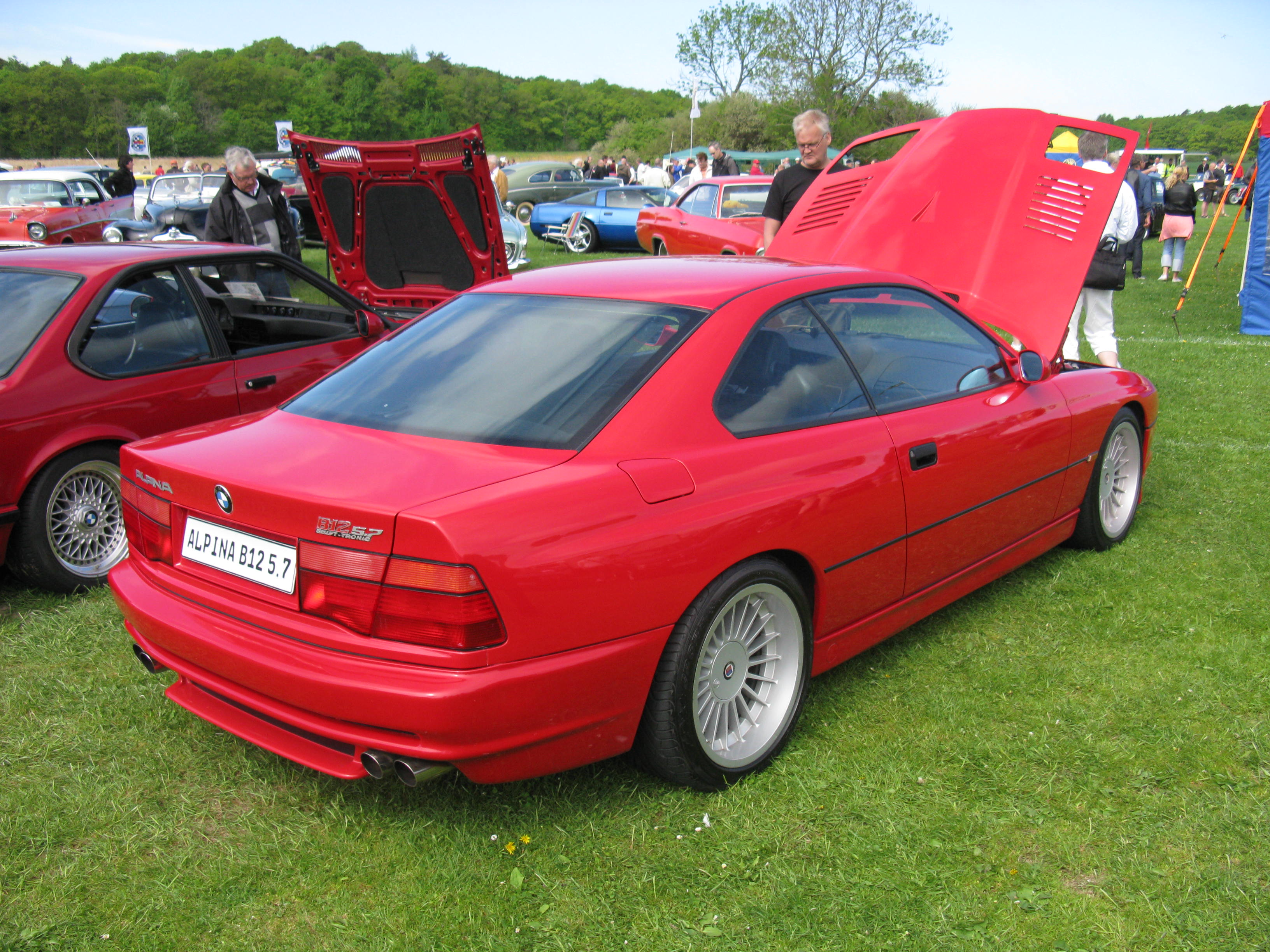
Alpina B12 5.7 – szczytowa wersja Alpiny

Prace nad tym luksusowym coupe rozpoczęto w 1986 roku. Nadwozie zaprojektował Klaus Kapitza. Projekt pochłonął ponad 1,5 mld marek niemieckich. Samochód w przeciwieństwie do swoich potencjalnych konkurentów postanowiono wyposażyć w silnik V8 lub V12 umieszczony z przodu pojazdu oraz napęd tylnych kół. Auto otrzymało niskie, klinowate nadwozie z delikatnie unoszącą się, ale "twardą" boczną linią, niewielkie i dyskretne nozdrza, rozbudowany przedni zderzak z unoszonymi reflektorami (światła mijania, światła drogowe), a pod nimi umieszczono światła pozycyjne i przeciwmgłowe oraz kierunkowskazy.

## 850 CSi
Wersja na którą czekano pojawiła się w 1992 roku przygotowana przez specjalistów z dywizji M Motorsport – silnik V12 o pojemności 5,6 litra rozwija moc 380 koni mechanicznych, co pozwala autu osiągnąć 100km/h w 5,9 s. Prędkość maksymalna została ustalona na poziomie 250 km/h we wszystkich 12 cylindrowych modelach, jednak wersja CSi jest w stanie bez takiego zabezpieczenia osiągnąć 298 km/h. Wzmocnione hamulce i obniżone zawieszenie pozwoliły na jeszcze szybsze pokonywanie zakrętów bez obniżenia komfortu jazdy szczególnie wersja z aktywną osią (AHK-Aktive Hinterachs-Kinematik) w trybie K-komfort była szczególnie polecana. Wersja 850 CSi różniła się kilkoma szczegółami wystroju zewnętrznego np. podwójne rury wydechowe, inne spojlery. Wersja ta była sprzedawana tylko z 6-biegową skrzynią manualną.

## Alpina B12
Zakład Burkarda Bovenspiena znane bardziej jako BMW-Alpina w 1992 roku opracował nowy model – Alpina B12 5.0 Coupe na bazie BMW E31 850i. Posiada on dwunastocylindrowy silnik wykonany w technice dwu zaworowej o pojemności pięciu litrów, osiągający moc 350 KM. Silnik ten pozwala rozpędzić pojazd do ok. 280 km/h. Przenoszenie mocy odbywa się za pomocą automatycznej, czterostopniowej skrzyni biegów ze sterowaniem hydraulicznym.
W 1993 roku Alpina wydała model B12 5.7 Coupe z silnikiem o mocy 416 KM, rozpędzającym to auto do 300 km/h. Alpina B12 5.7 wyposażona jest w sześciostopniową, manualną skrzynię biegów lub Alpina-Shift-Tronic – elektroniczne sterowanie sprzęgła.

## Modele prototypowe

### 830i
830i był prototypem wyprodukowanym przez BMW, który nie wszedł do produkcji. Jako potencjalny model podstawowy, 830i miał korzystać z 3-litrowego silnika V8 o mocy 218 KM, który był już znany z modelów 530i i 730i, znanego wewnętrznie jako M60B30. Wyprodukowano osiemnaście samochodów, z których trzynaście miało automatyczną skrzynię biegów. Model ten jednak został ostatecznie odrzucony na rzecz 840Ci z widlastym motorem V8, 17 z 18 aut jakie złożono w całość zostały zdemontowane. Jeden w pełni zachowany egzemplarz znajduje się w podziemnym muzeum BMW.

### M8
W 1990 roku zaprezentowano prototyp wyczynowej wersji serii 8 – M8, który posiada silnik o mocy 640 KM. Wyprodukowano jeden prototyp tego auta. M8 był pierwotnie konstruowany jako konkurent Ferrari wyposażony w specjalną wersję silnika S70/1, z modyfikacjami obejmującymi zwiększenie pojemności skokowej do nieco ponad 6 litrów, podwójne wałki rozrządu dla każdego rzędu cylindrów, indywidualne przepustnice z zaworami rolkowymi, cztery zawory na głowicę cylindrów, kolektory dolotowe z włókna węglowego i bezstopniowa regulacja rozrządu.
Auto miało być odpowiedzią na podobne modele Porsche (959) i Ferrari (F40), pokazaniem możliwości technologicznych i produkcyjnych BMW w kwestii budowy samochodu sportowego.
Jak się okazało w 2010 roku prototyp M8 nie został zniszczony i pokazano go po raz pierwszy publicznie w Muzeum BMW w Monachium.

## Wyposażenie
Standardowe wyposażenie pojazdu obejmuje m.in. ABS, klimatyzację automatyczną, elektrycznie sterowane szyby, elektrycznie sterowane lusterka, elektrycznie regulowane fotele, elektryczną regulację ustawień kierownicy z funkcją pamięci, fotochromatyczne lusterko wsteczne, skórzana tapicerka, automatyczna skrzynia biegów, wspomaganie układu kierowniczego Servotronic, które ułatwia parkowanie oraz system Aktive Hiterachs Kinematik (system zbiera dane dotyczące stopnia skrętu kierownicy, prędkości auta oraz przeciążeń, następnie przesyła je do specjalnego komputera, który po odpowiedniej analizie wysyła odpowiednie instrukcje do siłowników zamontowanych przy kołach tylnej osi skręcając tylnymi kołami do 2,5 stopnia; podobny system zamontowano w Hondzie NSX).

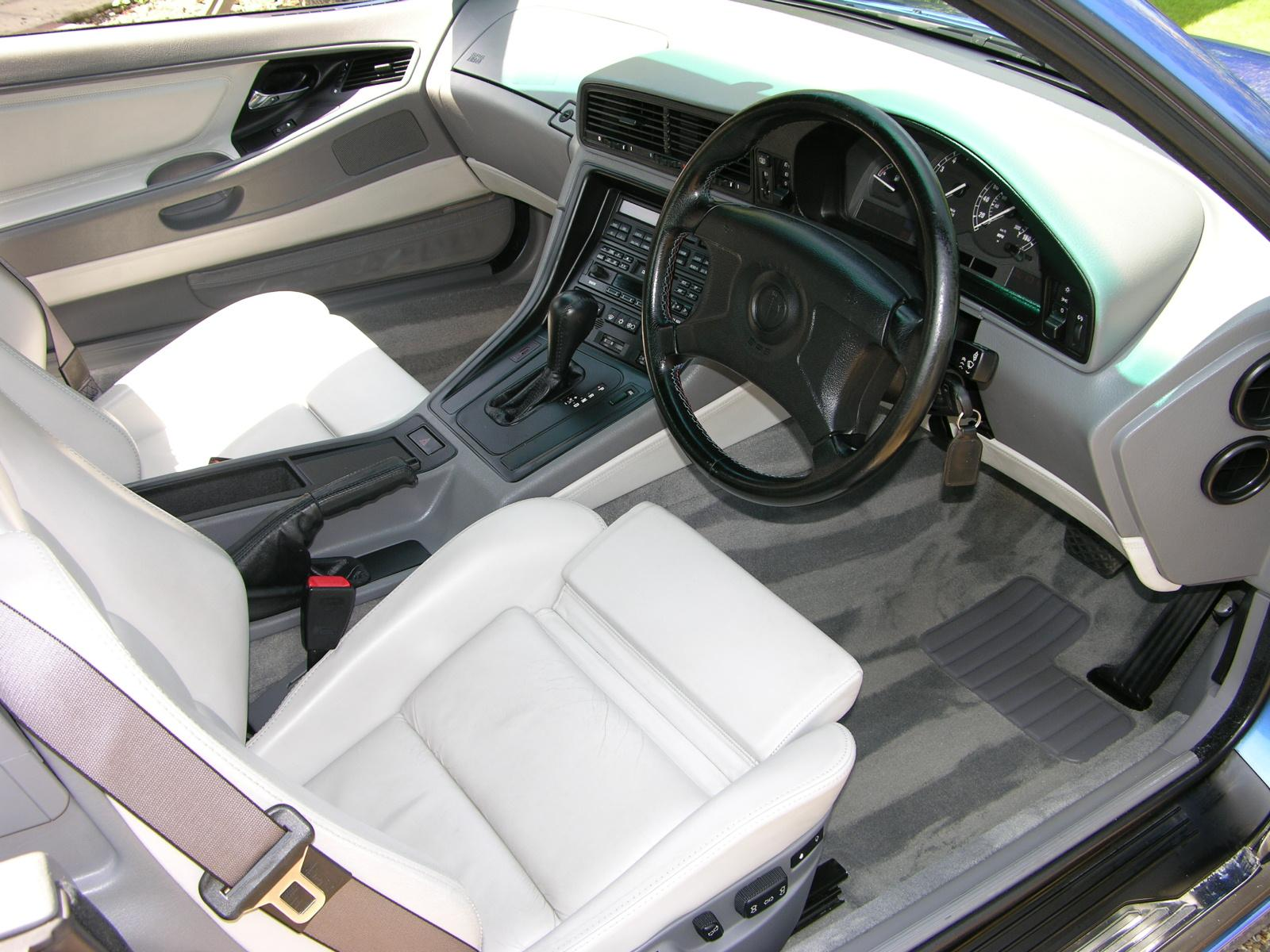
Wnętrze modelu z kierownicą prawostronną

Opcjonalnie pojazd wyposażyć można było m.in. w manualną skrzynię biegów (bez dopłaty) z układem ASC+T, czyli automatyczną regulacją stabilności i trakcji, spryskiwacze reflektorów, podgrzewane fotele, poduszkę powietrzną.
Samochód produkowano z przeznaczeniem na rynek europejski, amerykański oraz południowoafrykański.

### Silniki
| Model   | Pojemność | Cylindry | Moc                       | Moment                 | 0-100 km/h        | Vmax       | Lata            | Kod silnika |
| ------- | --------- | -------- | ------------------------- | ---------------------- | ----------------- | ---------- | --------------- | ----------- |
| 830i    | 2997 cm³  | V8       | 160 kW (218 KM)           | 296 Nm przy 4525 U/min | 7,8 s**           | 241 km/h** | 04/1992–12/1992 | M60B30      |
| 840i    | 3982 cm³  | V8       | 210 kW (286 KM) przy 5800 | 400 Nm przy 4500 U/min | 6,9 s             | 250 km/h*  | 07/1993–02/1996 | M60B40      |
| 840Ci   | 4398 cm³  | V8       | 210 kW (286 KM) przy 5700 | 420 Nm przy 3900 U/min | 6,6 s             | 250 km/h*  | 01/1995–5/1999  | M62B44      |
| 850i    | 4988 cm³  | V12      | 220 kW (300 KM) przy 5200 | 450 Nm przy 4100 U/min | 6,8 s (7,4 s aut) | 250 km/h*  | 05/1989–12/1992 | M70B50      |
| 850Ci   | 4988 cm³  | V12      | 220 kW (300 KM) przy 5200 | 450 Nm przy 4100 U/min | 6,8 s 7,4s (aut)  | 250 km/h*  | 01/1993–10/1994 | M70B50      |
| 850Ci   | 5379 cm³  | V12      | 240 kW (326 KM) przy 5000 | 490 Nm przy 3900 U/min | 6,3 s***          | 250 km/h*  | 02/1994–05/1999 | M73B54      |
| 850CSi  | 5576 cm³  | V12      | 280 kW (380 KM) przy 5300 | 550 Nm przy 4000 U/min | 6,0 s             | 250 km/h*  | 08/1992–11/1996 | S70 B56     |
| M8      | 6000 cm³  | V12      | 410 kW (550 KM) przy 6000 | 620 Nm przy 4500 U/min | 4,9 s             | 250 km/h*  | 08/1990–        | S70/1       |
| B12 5.0 | 4988 cm³  | V12      | 257 kW (350 KM) przy 5300 | 470 Nm przy 4000 U/min | 6,8 s             | 281 km/h   | 08/1992–11/1993 | M70B50      |
| B12 5.7 | 5646 cm³  | V12      | 306 kW (416 KM) przy 5400 | 570 Nm przy 4000 U/min | 5,8 s             | 300 km/h   | 08/1993–11/1995 | S70 B56     |

### Rynek europejski
| Data          | Wersja                                        |
| ------------- | --------------------------------------------- |
| 1989 lipiec   | 850i M70                                      |
| 1991 maj      | Modyfikacja mocowania otwieranych reflektorów |
| 1992 luty     | 850CSi                                        |
| 1992 kwiecień | Wzmocnienie dla przedniej osi                 |
| 1992 listopad | Składane oparcia tylnych siedzeń              |
| 1992 grudzień | 840i                                          |
| 1994 styczeń  | 850Ci M73                                     |
| 1994 grudzień | 840Ci                                         |
| 1999 maj      | zakończenie produkcji                         |

### Rynek amerykański
| Data             | Wersja                |
| ---------------- | --------------------- |
| 1989 listopad    | 850i M70              |
| 1993 czerwiec    | 850CSi                |
| 1993 wrzesień    | 840i                  |
| 1994 październik | 850Ci M73             |
| 1995 maj         | 840Ci                 |
| 1997 sierpień    | zakończenie produkcji |

### Rynek południowoafrykański
| Data             | Wersja                |
| ---------------- | --------------------- |
| 1990 grudzień    | 850Ci                 |
| 1993 październik | zakończenie produkcji |

### Felgi w BMW E31[5]
Model BMW E31 produkowany w latach 1989-1999, oferował różne opcje felg, które wpływały na wygląd i charakterystykę pojazdu. Wśród tych felg znalazły się m.in. Styling 8, Styling 9, Styling 21, Styling 37 i Styling 5 Split Rim. Każdy z tych wzorów miał własny unikalny design i charakteryzował się różnymi rozmiarami oraz specyfikacją.